# Licenciement pour motif disciplinaire en France
 (février 2011).
Si vous disposez d'ouvrages ou d'articles de référence ou si vous connaissez des sites web de qualité traitant du thème abordé ici, merci de compléter l'article en donnant les références utiles à sa vérifiabilité et en les liant à la section « Notes et références ».
 (février 2011).
Le licenciement pour motif disciplinaire[Où ?] est un licenciement à la suite d'une faute qui doit constituer un motif réel et sérieux, d'après la jurisprudence[Laquelle ?].
L'employeur doit respecter une procédure spécifique au licenciement.

## Nécessité d'une faute
La faute doit être inhérente à la personne du salarié. Elle doit être commise dans l'entreprise. L'employeur doit l'avoir constaté et ne peut sanctionner une faute s'il ne respecte un délai de deux mois à partir de la connaissance de la commission de la faute car ce délai est prescriptif.
Cette faute doit être réelle et sérieuse pour justifier le licenciement sinon celui-ci sera qualifié sans cause réelle et sérieuse. Pour cela, cette faute doit être objective et décelable par le juge pour être qualifiée de réelle et elle doit être suffisamment grave pour être qualifiée de sérieuse.
Après avoir respecté ces conditions, l'employeur peut engager une procédure.

## Procédure
L'employeur doit notifier au salarié qu'il désire prendre une sanction à son encontre par une lettre recommandée avec AR (accusé de réception). Cette lettre doit contenir les conditions relatives à une fixation d'entretien (date, lieu) et ainsi la possibilité de se faire assister par un salarié de l'entreprise ou un conseiller inscrit sur des listes à la préfecture. Il doit respecter un délai de 5 jours avant la tenue de l'entretien. Pendant l'entretien, le salarié pourra se défendre et s'expliquer sur les griefs. L'employeur pourra tenir compte des explications du salarié et décider finalement de ne pas appliquer la procédure de licenciement et d'utiliser une sanction moindre. Après l'entretien, l'employeur a deux jours pour notifier sa décision définitive au salarié. Au delà de 1 mois après la tenue de l'entretien, s'il n'a pas notifié la sanction, le salarié ne pourra pas être licencié.